# Fabriciopsis hystrix
Fabriciopsis hystrix är en tvåvingeart som beskrevs av Townsend 1914. Fabriciopsis hystrix ingår i släktet Fabriciopsis och familjen parasitflugor.
Artens utbredningsområde är Peru. Inga underarter finns listade i Catalogue of Life.